# Pârâul de la Cruce, Cătăuți
Pârâul de la Cruce este un curs de apă, afluent al răului Cătăuți. 